# FM Global
FM Global ist ein US-amerikanisches Industriesachversicherungsunternehmen, dessen Geschäftsmodell auf der Eigentumssicherung durch Risikoanalyse und Risikominderung beruht. Das Angebot umfasst allgemeines und spezialisiertes Risikomanagement, Werkstoffforschung, Werkstoffprüfung und Zertifizierungen vor allem im Bereich der Absicherung gegen Naturkatastrophen und im Brandschutz. Ziel des Risikomanagements ist dabei die bestmögliche Vermeidung von Sachschäden durch entsprechende Maßnahmen der Schadenverhütung. Der Versicherer vertritt die Auffassung, dass der Großteil aller industriellen Sachschäden vermeidbar ist.

## Struktur
FM Global ist ein Versicherungsverein auf Gegenseitigkeit. Alle Kunden werden Mitglieder von FM Global und haben durch ergebnisabhängige Mitgliedergutschriften am wirtschaftlichen Erfolg teil.

## Geschäftstätigkeit
FM Global geht mit Risiken grundsätzlich anders um als andere Versicherungen. Aus der Überzeugung, dass es für Unternehmen besser und günstiger ist, Schäden zu vermeiden, als sie im Nachhinein zu beheben, bietet die Gesellschaft neben umfassenden Versicherungsleistungen insbesondere Beratung in den Bereichen Risikomanagement und Schadenverhütung an.
Weltweit sind daher über 1 800 Ingenieure für FM Global tätig. Sie analysieren und beurteilen das beim Kunden vorhandene Risikopotenzial. Auf Basis dieser Analyse wird gemeinsam mit dem Kunden erarbeitet, welche organisatorischen und baulichen Maßnahmen ergriffen werden sollten, um das Schadenrisiko zu reduzieren. Neben der ingenieurwissenschaftlichen Erfahrung und den im Unternehmen seit mehr als 175 Jahren gesammelten Erkenntnissen sind die Forschungsergebnisse aus dem FM Global Research Campus in Rhode Island, USA das Fundament der Risikoanalysen.
FM Global ist ausschließlich auf dem Industrieversicherungsmarkt tätig. Über das Tochterunternehmen Affiliated FM werden auch Versicherungen für kleine und mittlere Unternehmen angeboten. Nach Firmenangaben nutzt jedes dritte Fortune 1000 Unternehmen die Leistungen von FM Global. Über seinen deutschen Standort in Frankfurt am Main versichert FM Global bundesweit 4 900 Betriebsstandorte mit einem Versicherungswert von über 230 Milliarden Euro.

## Research Campus
In den USA betreibt FM Global ein eigenes Forschungs- und Testzentrum (Research Campus) auf einer Fläche von 648 ha in West Glocester, Rhode Island. Im nach Unternehmensangaben weltweit größten und modernsten Forschungs- und Testzentrum dieser Art werden wissenschaftliche Studien auf den Gebieten Brandschutztechnik, Elementargefahren, Elektrogefahren und Hydraulik durchgeführt. So wird unter anderem das Brandverhalten verschiedener Materialien, das Verhalten bestimmter Materialien unter Sturmbedingungen, das Explosionsverhalten staubförmiger Materialien und die Effektivität bestimmter Brandschutzeinrichtungen und -techniken wie beispielsweise Sprinkleranlagen untersucht. Neben der Grundlagenforschung werden auch konkrete Fragestellungen von Kunden zum Gegenstand der Untersuchungen und Materialprüfungen. Die Ergebnisse fließen in Konzepte und Techniken zur aktiven Schadenverhütung ein.

## Center for Property Risk Solutions
In Norwood, Massachusetts hat FM Global 2011 zudem ein Zentrum für Schadenverhütung (Center for Property Risk Solutions) in Betrieb genommen. Im Mittelpunkt der Anlage steht die so genannte SimZone. In diesem Bereich werden auf rund 1 100 m² realitätsnahe Simulationen von alltäglichen Umgebungs- und Gefährdungsszenarien wie Feuer, die Freisetzung brennbarer Flüssigkeiten, Gebäuderisiken, Anlagendefekte und Elektrogefahren nachgestellt und untersucht.
Das Zentrum für Schadenverhütung umfasst zudem die Forschungsabteilungen des Unternehmens, Abteilungen zum Testen und Zertifizieren von Produkten, die Entwicklungsabteilung für technische Sachschutz-Richtlinien, sowie Schulungsräume der Weiterbildungsabteilung Enterprise Learning.

## Geschichte
Das heutige Versicherungsunternehmen FM Global wurde im Jahre 1835 von dem Textilmühlenbesitzer Zachariah Allen in Rhode Island, USA als Manufacturers’ Mutual Fire Insurance Company gegründet. Im Laufe der Jahre entstand durch den Zusammenschluss mit weiteren Versicherungsgesellschaften die Gruppe Associated Factory Mutual Fire Insurance Companies (kurz Factory Mutual). Aus dieser Kurzform des Namens stammt das Akronym FM im heutigen Namen FM Global. In seiner heutigen Form entstand FM Global durch den Zusammenschluss der Schwesterunternehmen Allendale Mutual Insurance Company, Arkwright Mutual Insurance Company und Protection Mutual Insurance Company im Jahre 1999.

## Gegenwart
FM Global ist heute ein in über 100 Ländern international tätiger Industriesachversicherer, der auch ingenieurwissenschaftliche Beratung im Bereich der Schadenverhütung und des Risikomanagements anbietet. Im Geschäftsjahr 2013 verfügte das Unternehmen weltweit über einen Bruttoprämienbestand von 5,6 Milliarden US$ und über Rücklagen in Höhe von 9,7 Milliarden US$. Der Nettogewinn betrug 1,02 Milliarden US$.
Obwohl das Unternehmen als Versicherungsverein organisiert ist, werden die Prämien vom Wettbewerb mit den börsennotierten Konkurrenten am Markt bestimmt. Der zusätzliche Vorteil für den Kunden liegt in dem durch das Risikomanagement reduzierten Schadensrisiko sowie in besseren Konditionen, wie zum Beispiel einer höheren Deckung oder höheren Volumina.